# Ingrid Prahm
Ingrid Prahm var balletdanser, men måtte opgive dansen på grund af kropslig overanstrengelse. I 1930'erne var hun i Tyskland, hvor hun lærte afspændingsteknikker af en kvinde ved navn Schwester Anita. Disse teknikker tog hun med hjem og videreudviklede. Desuden var hun inspireret af bl.a. E. Jacques Dalcrozes rytmik og Edmund Jacobsens progressive afspænding. Sammen med Gerda Alexander og Marussia Bergh var hun med til at etablere uddannelsen i afspændingspædagogik i Danmark.

## Relevante links
- http://www.dap.dk
- http://www.jcvu.dk Arkiveret 27. november 2020 hos  Wayback Machine
- http://www.skolenforpsykomotorik.dk Arkiveret 12. marts 2009 hos  Wayback Machine